# Бек, Макс Владимир фон
Макс Владимир фон Бек (нем. Max Wladimir Freiherr von Beck, 6 сентября 1854 — 20 января 1943) — австро-венгерский государственный деятель, министр-президент Цислейтании в 1906—1908. Барон.

## Ранние годы
Происходил из семьи Антона фон Бека (1812—1895), державшего трактир в Южной Моравии. Во время революции 1848 отец принимал участие в работе Кремзирского рейхстага, затем работал директором придворной и государственной типографии (K. u k. Hof- und Staatsdruckerei). Идентифицировал себя как чеха.
У Макса Владимира было четыре сестры. В детстве будущий руководитель правительства учился в Академической гимназии в Вене вместе с Томашем Масариком. Продолжил обучение на юридическом факультете Венского университета. Государственную службу начал в министерстве финансов, затем долгое время работал в министерстве земледелия. С 1898 по 1906 год — шеф секции в министерстве земледелия Цислейтании, занимался подготовкой аграрной реформы.

## Министр-президент
В результате Венгерского кризиса 1905—1906 годов, после отставки Конрада цу Гогенлоэ-Шиллингсфюрста, Бек был назначен министр-президентом. Выступая в Рейхстаге 7 июня 1906 года, Бек так описывал ситуацию, в которой он возглавил правительство:

Перед нами стоят такие проблемы, как ни перед одним другим государством Европы. 8 национальностей, 17 земель, 20 парламентских объединений, 27 парламентских партий, 2 различных мировоззрения (вероисповедания), сложные отношения с Венгрией, кроме того, 8,5 градусов широты и, примерно, столько же градусов долготы — объединить всё в одну точку, затем двигаться к следующей — всё это необходимо, чтобы руководить Австрией.
Бек считался одним из самых способных руководителей правительства Цислейтании. Воспользовавшись благоприятной экономической конъюнктурой, он смог создать дееспособное парламентское большинство из либеральных партий, представлявших различные национальности. Правительство получило возможность отказаться от практики введения законодательных актов посредством чрезвычайных постановлений и позиционирования кабинета как нейтрального и технического. Глава правительства широко практиковал неформальные встречи с немецкими, чешскими и польскими депутатами, называя свой кабинет «постоянной конференцией по поиску компромисса» (Ausgleichskonferenz in Permanenz).
Хотя правительство действовало лишь несколько более двух лет, Бек смог провести несколько крупных реформ. Вопреки мнению императора Франца Иосифа кабинет смог ввести всеобщее избирательное право для мужчин. Под влиянием Русской революции 1905—1907, вызвавшей воодушевление в среде социал-демократов и славянских партий, приняты законы о страховании рабочих на случай инвалидности и страховании пенсий. Был введён новый коэффициент распределения государственных доходов — 63,6 % стали поступать в Цислейтанию, 36,4 % — в Транслейтанию.
В своей деятельности Бек сталкивался с сопротивлением консервативных партий и министра иностранных дел Алоиза фон Эренталя. После успешного для Австро-Венгрии разрешения Боснийского кризиса, под влиянием консерваторов глава правительства был вынужден покинуть свой пост.
В 1907—1918 годах фон Бек являлся членом Палаты господ (Heerenhaus) Рейхсрата. С 1915 по 1934 год занимал пост президента Высшей счетной палаты, с 1919 по 1938 — президент Австрийского общества Красного креста.
В 1949 году именем Бека назван переулок в венском районе Хитцинг.